# Густайнис, Валентинас
Валентинас Густайнис (лит. Valentinas Gustainis; 15 июля 1869[уточнить], деревня Винкшнупяй недалеко от Казлу-Руды — 11 октября 1971, Гришкабудис, Шакяйский район) — литовский критик, публицист, политический и общественный деятель.

## Биография
Служил добровольцем в Литовской армии. В 1921 году поступил учиться в Гейдельбергский университет. В 1924 году вернулся в Каунас после незаконченного изучения в Гейдельберге и Париже философии и социологии. Основатель и одно время председатель националистической студенческой корпорации „Neo Lithuania“, издававшей журнал «Яунойи Летува» („Jaunoji Lietuva“; «Молодая Литва» (1923—1927), затем редактор газеты «Летувос айдас» („Lietuvos aidas“; «Эхо Литвы»; 1928—1933), затем её заграничный корреспондент. Как публицист участвовал в журнале таутининкасов «Вайрас» („Vairas“; «Руль»). Был директором телеграфного агентства Эльта (1939—1940). 
Арестован советскими властями и выслан в Сибирь (тюрьмы Бийска, Барнаула, Красноярска, затем лагеря в Сибири и Казахстане). В Литву вернулся в 1956 году.

## Литературная деятельность
Издал книги познавательного характера „Lenkai ir Lenkija“ («Поляки и Польша», 1937), „Prancūzija“ («Франция», 1938), „Lithuania: The First Twenty Years“ (1939).
Автор посмертно изданных мемуаров „Be kaltės“ («Без вины», 1989), „Nuo Griškabūdžio iki Paryžiaus: Atsiminimai apie Lietuvos spaudą, jos darbuotojus (1915—1940)“ («От Гришкабудиса до Парижа: Воспоминания о печати Литвы, её работниках», 1989).